# 魔鬼剋星 (2016年電影)
《魔鬼剋星》（英語：Ghostbusters，或稱作）是一部2016年美國3D超自然喜劇電影，為保羅·費格執導並和凱蒂·提波特共同編劇。本片為「魔鬼剋星系列」的重啟電影。由克莉絲汀·薇格、瑪莉莎·麥卡錫、凱特·麥金儂、萊絲莉·瓊斯、克里斯·漢斯沃、尼爾·凱西與安迪·嘉西亞主演。主要於2015年6月17日在波士頓開拍，至同年8月結束。哥倫比亞影業將本片定於2016年7月15日在美國上映。
在首支預告釋出後，主要因預告的剪輯方式差勁和過於刻意地將前作四名男性主角設定全部改為女性，而引起了粉絲強烈不滿，至今所有發布的預告片與相關影像全陷入負面評價極多的窘境。電影上映後，儘管獲得影評人正面的評價，但仍在觀眾間得到的評價相當兩極。原版主角——比爾·莫瑞等人有在劇中客串，但其中一位哈羅德·雷米斯於2014年病逝，但他的兒子在劇中重金屬音樂橋段客串飾演樂迷。

## 劇情簡介
愛琳·吉伯特和艾比·葉慈年轻时寫了一本鬼魂真實存在的書後並未大紅，幾年後愛琳·吉伯特就職於哥倫亚大学，而因为此书过于荒缪而错失终身教授职位并被开除。未料，鬼魂們入侵了曼哈頓，使得愛琳·吉伯特與艾比·葉慈、核動力工程師吉琳安·霍茲曼、紐約地鐵員工帕蒂·托蘭組成「魔鬼剋星」團隊對抗騷擾著人們的鬼魂。

## 演員
| 演員               | 角色                            | 粵語配音 |
| ------------------ | ------------------------------- | -------- |
| 克莉絲汀·薇格      | 愛琳·吉伯特 Erin Gilbert        | 曾秀清   |
| 瑪莉莎·麥卡錫      | 艾比·葉慈 Abby Yates            | 陸惠玲   |
| 凱特·麥金儂        | 吉琳安·霍茲曼 Jillian Holtzmann | 劉惠雲   |
| 萊絲莉·瓊斯        | 帕蒂·托蘭 Patty Tolan           | 謝潔貞   |
| 克里斯·漢斯沃      | 凱文·貝克曼 Kevin Beckman       | 關令翹   |
| 塞西莉·斯特朗      | 珍妮佛·林奇 Jennifer Lynch      | 詹健兒   |
| 尼爾·凱西          | 羅文 Rowan                      |          |
| 安迪·嘉西亞        | 紐約市市長                      | 潘文柏   |
| 麥克·肯尼斯·威廉士 | 霍金斯 Hawkins                  |          |
| 麥特·華許          | 魯爾克 Rourke                   |          |
| 查爾斯·丹斯        | 哈羅德·菲爾莫爾 Harold Filmore  |          |
| 帕特·基爾南        | 新聞主播                        |          |

客串
| 演員        | 角色                               |
| ----------- | ---------------------------------- |
| 丹·艾克洛德 | 計程車司機                         |
| 比爾·莫瑞   | 馬丁·海斯 Martin Heiss             |
| 雪歌妮·薇佛 | 蕾貝卡·戈林 Rebecca Gorin          |
| 厄尼·哈德森 | 比爾·詹金斯叔叔 Uncle Bill Jenkins |
| 安妮·帕茲   | 飯店櫃台人員                       |
| 奧齊·奧斯本 | 本人                               |

## 發行
電影在美國發行的原始日期為2016年7月22日，但於2015年8月5日，日期提前至2016年7月15日。在中國大陸，即使負責外片輸入的中国电影公司方面認為觀眾對舊作陌生不會有市場、以及广电总局禁止鬼怪出現政策下，索尼仍打算送審，但最終依舊無法上映。

### 評價
《魔鬼剋星》在2016年3月在youtube釋出第一支預告片，首日觀看次數超過2400萬，隨即引發負評炸彈，至2016年5月，該預告片已成為youtube最不受歡迎電影預告第一名，及最不喜歡影片第九名，有28萬人點讚，超過百萬人點倒讚。
上映後獲得正負兩極的評價，影評人多稱讚演員的表現（尤其是麥金儂和漢斯沃），但批評其剪輯和步調。爛番茄影評人新鮮度73%，但觀眾評價僅49%，基於392條評論，平均分為6.5/10，Metacritic得分60。

### 票房
在美國和加拿大，《魔鬼剋星》預計於首映週末能從3700間戲院中獲得4000萬至5000萬美元的票房。美國首映週末開出4600萬美元的票房，只取得當週票房排名亞軍，第二週票房慘跌，只排名第五。
最終本片以1.44億美元的預算取得全球2.24億美元的票房，但在合併計算製作，營運及宣傳等其他綜合成本後，慘賠7000萬美元。

## 榮譽
- 2016年青少年票選獎
  - 提名-票選夏季電影 （未獲獎）
  - 提名-票選夏季電影女星：瑪莉莎·麥卡錫（未獲獎）
  - 提名-票選夏季電影女星：克莉絲汀·薇格（未獲獎）
  - 提名-票選夏季電影男星：克里斯·漢斯沃（未獲獎）

## 潛在續集
美國首映週末後，索尼無視票房不如預期之結果，竟表示會推出續集。主要演員和導演都已簽約了兩部片約。此外，還計劃於2019年推出動畫電影和動畫電視劇。
2016年8月10日，票房分析師傑夫·博克認為以電影的票房趨勢（截至8月10日時的全球票房不到1.9億美元，而本片預算卻高達1.44億美元，且還需再加上全球宣傳費用成本）來看，賠本會相當嚴重，要出續集很難。而全球票房依舊慘澹，最終只獲得約2.3億美元。
2019年7月電影製片方公布了全新計畫的重開機與演員選角，正式肯定了本片不再有續集。

## 備註
1. 香港前譯「捉鬼敢死隊3」。
2. 臺灣前譯「魔鬼剋星：麻辣異攻隊」。

## 外部連結
- 互联网电影数据库（IMDb）上《魔鬼剋星》的资料（英文）
- Box Office Mojo上《魔鬼剋星》的資料（英文）
- 爛番茄上《魔鬼剋星》的資料（英文）
- Metacritic上《魔鬼剋星》的資料（英文）
- AllMovie上《魔鬼剋星》的资料（英文）
- 開眼電影網上《魔鬼剋星》的資料（繁體中文）
- 时光网上《魔鬼剋星》的資料（简体中文）
- 豆瓣电影上《魔鬼剋星》的資料 （简体中文）